# Caulophryne
Caulophryne is een geslacht van straalvinnige vissen uit de familie van diepzeehengelvissen (Caulophrynidae). Het geslacht is voor het eerst wetenschappelijk beschreven in 1895 door Goode & Bean.

## Soorten
- Caulophryne jordani Goode & Bean, 1896
- Caulophryne pelagica (Brauer, 1902)
- Caulophryne pietschi Balushkin & Fedorov, 1985
- Caulophryne polynema Regan, 1930